# Keresztcsont

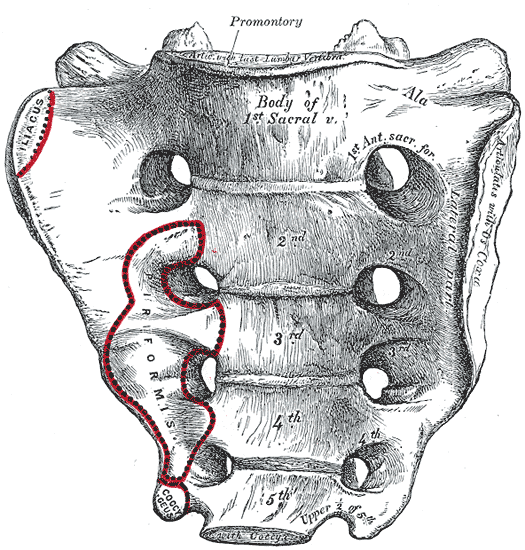

A keresztcsont (latinul: os sacrum) ásó alakú, elülső homorú felszíne a kismedence hátsó falát alkotja, hátsó felszínén szalagok, izmok erednek és tapadnak. A keresztcsont felső része erősen előreugrik, melynek a szülészetben van jelentősége. A nevét onnan kapta, hogy összeköti a csípőcsont bal és jobb oldali szárnyát.
A keresztcsonti és a farkcsonti csigolyák egymással összecsontosodtak és egységes csontokat, a keresztcsontot (os sacrum) és a farokcsontot (os coccygis) képezik.

## Anatómiai felépítése
A keresztcsont öt, eredetileg önálló keresztcsonti csigolyából alakul ki, amelyek fiatal felnőttkorra teljesen összecsontosodnak.  
- Elülső felszíne (facies pelvina) homorú, rajta keresztcsonti lyukak (foramina sacralia anteriora) találhatók, amelyeken keresztcsonti idegek lépnek ki.
- Hátsó felszíne (facies dorsalis) domború, csontos taréjokkal (crista sacralis) és izomtapadási helyekkel.
- Oldalsó része az ízületi felszínnel (facies auricularis) a csípőcsont szárnyához kapcsolódik, létrehozva a sacroiliacalis ízületet.
- Belső csatornája a gerinccsatorna folytatása, amely a keresztcsontban keresztcsonti csatornaként (canalis sacralis) húzódik végig, és a keresztcsonti nyílásban (hiatus sacralis) végződik.

## Funkciói
A keresztcsont több fontos szerepet tölt be az emberi szervezetben:  
- a gerincoszlop alsó részének szilárd alapját képezi,
- a felsőtest súlyát a medencecsontokra és ezen keresztül az alsó végtagokra vezeti át,
- védelmet biztosít a keresztcsonti idegek számára,
- a medencefenék és a csípő körüli izmok eredési és tapadási helyét adja,
- szülészeti jelentősége van: alakja és dőlése meghatározza a szülőcsatorna tágasságát.

## Fejlődés és variációk
A keresztcsonti csigolyák összecsontosodása serdülőkorban indul meg, és általában 20–25 éves korra fejeződik be.  
Gyakori anatómiai variációk:  
- sacralisatio: az utolsó ágyéki csigolya összenő a keresztcsonttal, így a keresztcsont hat csigolyából áll,
- lumbalisatio: az első keresztcsonti csigolya nem forr össze a többivel, hanem önálló, ágyékcsigolyához hasonló alakot vesz fel.

## Klinikai jelentősége
A keresztcsont számos betegség és sérülés szempontjából kiemelt jelentőségű:  
- Sérülések: nagy energiájú balesetek (pl. közlekedési baleset) következtében keresztcsonttörés alakulhat ki.
- Gyulladásos betegségek: sacroileitis esetén a keresztcsont és a csípőcsont közötti ízület gyullad be, gyakran Bechterew-kór (spondylitis ankylopoetica) részeként.
- Fájdalom: a keresztcsonti fájdalom (sacrodynia) gyakori panasz, amely túlterhelés, idegbecsípődés vagy gyulladás következménye lehet.
- Orvosi beavatkozások: a keresztcsonti csatornán keresztül történhet epidurális érzéstelenítés vagy gyógyszerbevitel.